# Kylstad
Kylstad is een plaats in de Noorse gemeente Ringsaker, fylke Innlandet. Kylstad telt 333 inwoners (2007) en heeft een oppervlakte van 0,32 km².